# Discogobio macrophysallidos
Discogobio macrophysallidos är en fiskart som beskrevs av Huang, 1989. Discogobio macrophysallidos ingår i släktet Discogobio och familjen karpfiskar. Inga underarter finns listade i Catalogue of Life.